# Dott
Dott is een Nederlands-Frans micromobiliteitsbedrijf gevestigd in Amsterdam, opgericht op 10 oktober 2018 onder de bedrijfsnaam emTransit met als handelsnaam Dott. Dott exploiteert ongeveer 50.000 gedeelde elektrische steps en elektrische fietsen in 17 steden in Europa en Israël.

## Geschiedenis
Dott werd in oktober 2018 opgericht door Henri Moissinac en Maxim Romain. Het haalde €30 miljoen op in 2019 onder leiding van EQT Ventures en Naspers; dit werd gevolgd door $85 miljoen, geleid door Sofina.
In 2024 fuseerde het bedrijf met het Duitse Tier Mobility. In oktober 2024 werd de bedrijfsnaam definitief gewijzigd van emTransit naar Dott.

## Verspreiding

### Verenigd Koninkrijk
In 2021 werd het bedrijf samen met bedrijven Tier Mobility en Lime geselecteerd om deel te nemen aan een jaar durende proef met het gebruik van e-scooters als transportmethode in Londen. Het bedrijf zal daar in de loop van de proef tot 6.600 scooters inzetten, die via een app konden worden gehuurd.  Dat werden er uiteindelijk zo'n 2000. In juli 2023 werd het contract met Dott verlengd, evenals voor Lime. Tier werd vervangen door het Zweedse Voi. Maar in september van datzelfde jaar trok Dott zijn elektrische deelfietsen al weer terug, en in maart 2024 trok het ook de e-scooters uit Londen en daarmee verdween Dott uit de stad.

### Frankrijk
Na een aanbesteding door de stad Parijs werd Dott een van de drie bedrijven die elektrische steps mogen beheren in de hoofdstad, naast Lime en Tier Mobility.

### België
In België heeft Dott 2.000 elektrische steps, vergelijkbaar met de belangrijkste concurrent Lime. Na een aanbesteding in Gent is het sinds juni 2022 een van de drie aanbieders van elektrische fietsen (maximaal 750). Voor elektrische bakfietsen werkt het er samen met onderaannemer Baqme.